# کلاین بلیتس
کلاین بلیتس (به آلمانی: Klein Belitz) یک شهر در آلمان است که در Rostock District واقع شده‌است. کلاین بلیتس  ۹۲۵ نفر جمعیت دارد.